# The Unauthorized Breakfast Item
The Unauthorized Breakfast Item è un album in studio del gruppo progressive rock britannico Caravan, pubblicato nel 2003.

## Tracce

### Disco 1
1. Smoking Gun (Right for Me) – 5:36
2. Revenge – 5:15
3. The Unauthorized Breakfast Item – 4:44
4. Tell Me Why – 6:16
5. It’s Getting a Whole Lot Better – 8:56
6. Head Above the Clouds – 7:21
7. Straight Through the Heart – 4:40
8. Wild West Street – 4:47
9. Nowhere to Hide – 8:54
10. Linders Field – 3:38

### Disco 2
1. Smoking Gun (Right for Me)... Live in Japan – 7:56
2. The Unauthorised Breakfast Item... Live in Japan – 6:16
3. Tell Me Why... Live in Japan – 5:45
4. Revenge... Live in Japan – 5:42
5. For Richard... Live in Quebec City – 14:22

## Formazione

### Gruppo
- Pye Hastings - chitarra, voce
- Richard Coughlan - batteria
- Jan Schelhaas - tastiera, cori
- Jim Leverton - basso, cori, voce
- Doug Boyle - chitarra
- Geoffrey Richardson - viola, banjo, ukulele, chitarra, cori

### Altri musicisti
- Dave Sinclair - tastiera
- Jimmy Hastings - flauto, sassofono
- Simon Bentall - percussioni
- Ralph Cross - percussioni